# Cadel Evans Great Ocean Road Race 2025
9. ročník jednodenního cyklistického závodu Cadel Evans Great Ocean Road Race se konal 2. února 2025 v australském městě Geelong a okolí. Vítězem se stal Švýcar Mauro Schmid z týmu Team Jayco–AlUla. Na druhém a třetím místě se umístili Novozélanďané Aaron Gate (XDS Astana Team) a Laurence Pithie (Red Bull–Bora–Hansgrohe).
Závod byl součástí UCI World Tour 2025 na úrovni 1.UWT a byl druhým závodem tohoto seriálu.

## Týmy
Závodu se zúčastnilo 12 z 18 WorldTeamů, jeden ProTeam a Australský národní tým. Na startu bylo 94 závodníků z celkem 14 týmů. Do cíle jich dojelo 70 z nich.
UCI WorldTeamy
- Cofidis
- EF Education–EasyPost
- Groupama–FDJ
- Ineos Grenadiers
- Intermarché–Wanty
- Lidl–Trek
- Movistar Team
- Red Bull–Bora–Hansgrohe
- Soudal–Quick-Step
- Team Jayco–AlUla
- Team Picnic PostNL
- XDS Astana Team

UCI ProTeamy
- Israel–Premier Tech

Národní týmy
- Austrálie

## Výsledky
| Pořadí | Jezdec                  | Tým                     | Čas        |
| ------ | ----------------------- | ----------------------- | ---------- |
| 1      | Mauro Schmid (SUI)      | Team Jayco–AlUla        | 4h 26' 07" |
| 2      | Aaron Gate (NZL)        | XDS Astana Team         | + 3"       |
| 3      | Laurence Pithie (NZL)   | Red Bull–Bora–Hansgrohe |            |
| 4      | Javier Romo (ESP)       | Movistar Team           | + 3"       |
| 5      | Andrea Bagioli (ITA)    | Lidl–Trek               | + 3"       |
| 6      | Corbin Strong (NZL)     | Israel–Premier Tech     | + 3"       |
| 7      | Magnus Sheffield (USA)  | Ineos Grenadiers        | + 3"       |
| 8      | Rémy Rochas (FRA)       | Groupama–FDJ            | + 3"       |
| 9      | Oscar Onley (GBR)       | Team Picnic PostNL      | + 3"       |
| 10     | Finn Fisher-Black (NZL) | Red Bull–Bora–Hansgrohe | + 8"       |